# Jechi’el Duwdewani
Jechi’el Duwdewani (hebr.: יחיאל דובדבני, ang.: Yehiel Duvdevani, Yechiel Duvdevani,  ur. 1896 na Wołyniu, zm. 30 kwietnia 1988) – izraelski polityk, w latach 1949–1951 poseł do Knesetu z listy Mapai.
Był żołnierzem Brygady Żydowskiej.
W wyborach parlamentarnych w 1949 po raz pierwszy i jedyny dostał się do izraelskiego parlamentu.